# Annotation of Love
Annotation of Love je česká videohra z roku 2018. Je určena pro PC a mobilní zařízení. Naprogramoval ji Tomáš Basovník a Martin Hoferek.

## Hratelnost
Hra se skládá ze tří miniher reprezentujících 3 etapy milostného vztahu. Každou minihru doprovází originální písnička jíž složili autoři hry. V každé z miniher je cílem hráče získat co nejvyšší skóre.
První minihra se jmenuje Konkubína. Hlavní hrdina On se musí vyhýbat letícím šípům. Za každý šíp jemuž se vyhne dostane hráč 10 bodů. Každý který ho zasáhne jej stojí 1 bod. Minihra se hraje jako plošinovka, kdy on neustále běží doprava a proti němu letí šípy, kdy vyhýbat se může pomocí skoků. Úroveň skončí spolu s písničkou.
Druhá minihra se jmenuje Jako poslední den žijem. Hraje se jako pexeso, kdy On hledá společné vlastnosti s Onou. Hráč k soubě přiřazuje obrázky, jež k sobě patří. Za každý pár dostane 10 bodů. Pokud však k sobě chybně přiřadé 2 obrázky jež k sobě nepatří, tak ztratí bod.
Třetí minihra se jmenuje Minimální trvanlivost. Ona po hráčovi hází talíře. Cílem je talíře odrážet, za což hráč dostává body.